# Casimirella diversifolia
Casimirella diversifolia är en tvåhjärtbladig växtart som beskrevs av Richard Alden Howard. Casimirella diversifolia ingår i släktet Casimirella och familjen Icacinaceae. Inga underarter finns listade i Catalogue of Life.